# (36810) 2000 SN69
2000 SN69 (asteroide 36810) é um asteroide da cintura principal. Possui uma excentricidade de 0.10387400 e uma inclinação de 3.58067º.
Este asteroide foi descoberto no dia 24 de setembro de 2000 por LINEAR em Socorro.